# Couteuges
Couteuges là một xã thuộc tỉnh Haute-Loire nam trung bộ nước Pháp. Xã Couteuges nằm ở khu vực có độ cao trung bình 525 mét trên mực nước biển.